# Špíz
Špíz (z německého Spieß bodec, špíz) je tenká kovová nebo dřevěná tyčka (gastronomická jehla), na kterou se navlékají kousky jídla (zvláště masa) a následně se opékají. Přeneseně se jako špíz (případně srbské ražniči či šašlik) označuje celý pokrm připravený na tyčce.
Pomocí špízu se zhotovuje i oblíbené asijské jídlo kebab.